# Litaratura i mastactwa
Litaratura i mastactwa (biał. Літаратура і мастацтва, pol. Literatura i Sztuka) – białoruski tygodnik literacki.

## Historia
Założony w roku 1932. Wychodzi w Mińsku raz w tygodniu (w piątki) w języku białoruskim na 16 stronach (w latach 1957–1970 ukazywał się dwa razy w tygodniu).
W latach Wielkiej wojny ojczyźnianej nie wychodziła. Wydanie wznowione w kwietniu 1945 roku.
Swoje pierwsze utwory na łamach „Litaratura i mastactwa” publikowali Iwan Mieleż, Iwan Szamiakin, Wasil Bykau, Uładzimir Karatkiewicz, Eugenia Janiszczyc i inni znani białoruscy pisarze i poeci.

## Współczesność
Czasopismo to wydawane jest przez Ministerstwo Informacji Białorusi, Związek Pisarzy Białorusi i Wydawnictwo „Zwiazda”.
Redakcja składa się z działów informacji, publicystyki, krytyki, prozy i poezji, muzyki. Od 2010 roku wydaje się dodatek „Książkowy świat” (wychodzi w języku białoruskim i rosyjskim) - wspólny projekt gazety „Litaratura i mastactwa” i Narodowej Izby Książkowej Republiki Białoruś.